# Carlos Torres Vila (directivo)
Carlos Torres Vila (Salamanca, 24 de febrero de 1966) es un directivo español. Es el presidente del Banco Bilbao Vizcaya Argentaria (BBVA) desde el 1 de enero de 2019, en sustitución de Francisco González.

## Educación
Cursó sus estudios universitarios en el Instituto Tecnológico de Massachusetts (MIT) obteniendo dos títulos, en Ingeniería Eléctrica y en Ciencias Empresariales. Posteriormente obtuvo un MBA de la Escuela de Administración y Dirección de Empresas Sloan y una licenciatura en Derecho por la UNED.

## Carrera
Inicia su trayectoria profesional en la consultora McKinsey & Company. en el año 1990, siendo elegido socio en 1997. 
En 2002 se incorpora a Endesa como director corporativo de estrategia y miembro del comité de dirección. En 2007, Torres Vila asume también la Dirección Corporativa Financiera y de Control de Endesa. Desde ambos puestos jugó un importante papel en el proceso de OPAs de Gas Natural, E.On y Enel.
En febrero de 2008 comienza a trabajar en Isofotón, compañía especializada en la fabricación de células y paneles fotovoltaicos, con el cargo de Presidente Ejecutivo.
En septiembre de 2008 se incorpora a BBVA como director de estrategia y desarrollo corporativo y miembro de su comité de dirección. Desde esa responsabilidad lideró la ejecución de operaciones como la adquisición del 24,9% del banco turco Garanti así como la creación de BBVA Ventures, el fondo de capital Riesgo del BBVA que invierte en startups financieras.
En marzo de 2014 es nombrado director de banca digital cargo que ejerce hasta que en mayo de 2015 es nombrado consejero delegado del BBVA sustituyendo a Ángel Cano, su predecesor.
Fue nombrado presidente del BBVA el 29 de noviembre de 2018 con efectos el 1 de enero de 2019.
Carlos Torres Vila es miembro del Consejo de Administración de la Asociación para el Progreso de la Dirección, representante del BBVA en el patronato de Endeavor España, presidente de la Fundación BBVA, miembro del consejo de administración del The Institute of International Finance, miembro del Patronato del Real Instituto Elcano, miembro del Patronato de la Fundación de Ayuda contra la Drogadicción.